# دیوید سوشی
سِـر دیوید کورتنی سوشِـی (انگلیسی: Sir David Courtney Suchet؛ ‏ تلفظ صحیح نام‌خانوادگی: ‎/ˈsuːʃeɪ/‎ SOO-shay) که نام‌خانوادگی‌اش در ایران به‌اشتباه ساچِت هم گفته‌شده، بازیگر بریتانیایی تئاتر، سینما و تلویزیون و دارای نشان «فرماندهٔ والامقام امپراتوری بریتانیا» است. او نقش ادوارد تلر را در مجموعهٔ تلویزیونی اوپنهایمر ایفا نمود و جایزهٔ انجمن سلطنتی تلویزیون و اتحادیهٔ مطبوعاتی صدا و سیما را بابت هنرنمایی در سریال راه و رسم زندگی ما دریافت نمود. از جمله معروف‌ترین کارهای وی، ایفای نقش هرکول پوآرو در سریال پوآرو از ۱۹۸۹ تا ۲۰۱۳ است که برای او شهرت بین‌المللی را به ارمغان آورد و در سال ۱۹۹۱ نامزدِ دریافت جایزهٔ بَـفتا شد.

## اوایل زندگی و خانواده
دیوید در لندن زاده شد. مادرش «جون پاتریشیا» یک هنرپیشه بود و پدرش جک سوشی نام داشت که در سال ۱۹۳۲ از آفریقای جنوبی به انگلستان مهاجرت کرده و ضمن تحصیل در دانشکده پزشکی بیمارستان سنت مری از سال ۱۹۳۳، متخصص پزشکی زنان و زایمان شد.
پدر او از تبار یهودیان لیتوانی و فرزند «ایزیدور سوخه‌دوویتس» بود که در شهر کرتینگا واقع در قلمروی اسکان در امپراتوری روسیه زندگی می‌کرد. در گذشته، نام‌خانوادگی آنها «شوهِـت» (یک واژهٔ ییدیش برگرفته از واژهٔ عبری «شوخِـت») و معرفِ شغلِ خانوادگیِ آنها (قصاب کوشر) بود. پدر او در زمانی که در آفریقای جنوبی زندگی می‌کرد، نام‌خانوادگی‌شان را به «سوشِـی» تغییر داد. مادر دیوید در انگلستان زاده شده و پیرو کلیسای انگلستان بود (که پدرش از تبار یهودیان روسیه و مادرش انگلیسی و انگلیکان بود). دیوید سوشی را بدون هیچ دین و مذهبی بزرگ کردند، اما خودش در سال ۱۹۸۶ پیروی از آموزه‌های انگلیکان را آغاز نمود و در سال ۲۰۰۶ رسماً به این آئین مذهبی گروید.
دیوید و برادرانش جان و پیتر به مدرسهٔ گرنهام هاوس در بیرچینگتون آن سی واقع در کنت رفتند. دیوید پس از تحصیل در یک مدرسهٔ مستقل دیگر در شهرستان سامرست به نام مدرسهٔ ولینگتون، به بازیگری علاقمند شد و در سن ۱۶ سالگی به سازمان خیریه تئاتر ملی جوانان رفت. وی تحصیلات پیشرفته خود را در آکادمی موسیقی و هنرهای نمایشی لندن پی گرفت و اینک یکی از اعضای هیئت امنای آن است.
برادر بزرگ او جان سوشِـی، مجری تلویزیون و گویندهٔ پیشین اخبار در شبکهٔ آی‌تی‌اِن بود. برادرزاده‌اش ریچارد سوشِـی نیز یک گویندهٔ تلویزیونی است.

## حرفه

### تئاتر
دیوید سوشی، بازیگری حرفه‌ای را از تئاتر واترمیل در بگنر بارکشر آغاز نمود. در سال ۱۹۷۳ میلادی به رویال شکسپیر کامپنی پیوست. در سال‌های ۱۹۸۱ تا ۱۹۸۲، وی نقش بولینگبروک را در نمایش ریچارد دوم در مقابل آلن هاوارد بازی کرد. او همچنین ایفاگر نقش «جان» در نمایشنامهٔ اولئانا در سالن نمایش رویال کورت در سال ۱۹۹۳ بود که توسط هارولد پینتر کارگردانی شد و در آن لیا ویلیامز نقش «کارول» را بازی کرد. نخستین اجرای دیوید در «وست اِند»، در نقشِ مقابل ساسکیا ریوز در نمایشنامهٔ «جدایی» اثر تام کمپینسکی بود که در سال ۱۹۸۷ در سالن نمایش «کامدی تیئتر» صورت پذیرفت. در سال‌های ۱۹۹۶ و ۱۹۹۷ او نقشِ مقابل دایانا ریگ را در نمایشنامهٔ چه کسی از ویرجینیا وولف می‌ترسد؟ اجرا نمود و مابین سال‌های ۱۹۹۸ تا ۲۰۰۰ نیز نقش آنتونیو سالییری را در نمایشنامهٔ آمادئوس در تئاتر برادوی ایفا کرد. در سال ۲۰۰۷، در «سالن نمایش چیچستر فستیوال»، او در نقش جووانی بنلی در نمایش آخرین اعتراف ظاهر شد که دربارهٔ مرگ پاپ ژان پل یکم بود. در سال ۲۰۱۴ نیز، وی در همان نقش در یک تور تئاتر در استرالیا هنرنمایی نمود.
او از ژوئن ۲۰۱۵ میلادی، در نقش «لیدی براکنل» در نمایشنامهٔ اهمیت جدی بودن اثر اسکار وایلد در تئاتر وودویل لندن هنرنمایی کرده‌است.

## سینما و تلویزیون
نخستین نقش تلویزیونی او در سال ۱۹۷۰ بود و در سال ۱۹۷۱ در یک قسمت از سریال «در معرض دید عموم» ظاهر شد. در سال ۱۹۸۰ او در تله‌فیلم داستان دو شهر بازی کرد. در همان سال، نقش ادوارد تلر در سریال تلویزیونی اوپنهایمر را ایفا کرد که دربارهٔ پروژه منهتن بود. دیوید سوشی در سال ۱۹۸۳ در سریال رایلی، تک‌خال جاسوس‌ها، نقش یک پلیس چینی‌تبار دسیسه‌گر را بازی کرد که دستور داشت سیدنی رایلی را به قتل برساند. وی همچنین ایفاگر نقش زیگموند فروید در مینی‌سریال فروید بود که توسط بی‌بی‌سی در سال ۱۹۸۴ تهیه شد. سپس در سال ۱۹۸۵، دیوید در نقش «بلات» در سریال تلویزیونی بلات در چشم‌انداز و در نقش «استنلی آدامز» (که یک گزارش‌دهندهٔ تخلف بود) در سریال «ترانه‌ای برای اروپا» بازی کرد. جالب آنکه، دیوید سوشی در نقش بازرس جپ در تله‌فیلم سیزده در شام هم ایفای نقش کرده است که در آن، پیتر یوستینف نقش هرکول پوآرو را بازی می‌کرد. دیوید سوشی در کتابش تحتِ عنوان «پوآرو و من» نوشته‌است که یک روز یوستینف نزد او آمده و به وی گفت که او می‌تواند به‌خوبی از عهدهٔ نقش پوآرو برآید. پس از آن سوشی با برایان ایستمن در آی‌تی‌وی صحبت کرد:
در سال ۱۹۸۸ دیوید سوشی نقش لئوپولد بلوم (یکی از شخصیت‌های رمان اولیس) را در مستند کانال ۴ با نام «دنیای مدرن: ۱۰ نویسنده بزرگ» بازی کرد. در همان هنگام، او روزهای متمادی مشغول خواندن رمان‌های آگاتا کریستی دربارهٔ هرکول پوآرو بود:

شروع کردم به نوشتن فهرستی از مشخصات شخصیتی و عادات پوآرو. اسمش را گذاشتم «پروندهٔ ویژگی‌ها». پنج صفحهٔ تمام شد و ۹۳ نکتهٔ از جنبه‌های مختلف زندگی وی را در بر می‌گرفت. - در واقع، این دست‌نوشته را در تمام سال‌هایی این نقش را بازی کردم، به سر صحنه می‌آوردم و نسخه‌ای از آن را هم به تمامی کارگردانانی که با آنها برای پوآرو همکاری داشتم، دادم.

دیوید سوشی در سال ۱۹۸۸ در آخرین قسمت مجموعه تلویزیونی داستان‌های باورنکردنی نیز ظاهر شد. او در قسمتِ «زمانی برای مُردن» در نقش «ایو دروآر»، یک مرد فاسق شیاد، بازی کرد.
در سال ۱۹۸۹ وی نقش اصلی سریال پوآرو هنرنمایی نمود. در سال ۲۰۰۱ او نقش اصلی سریال راه و رسم زندگی ما به کارگردانی دیوید ییتس را به عهده گرفت و در آوریل ۲۰۰۲، نقش وکیل دعاوی جرج کارمن را در سریال درام «کارمن را خبر کنید: دادگاه‌های جرج کارمن، مشاور حقوقی ملکه» بازی نمود.
سوشی در سال ۲۰۰۳، در نقش کاردینال بلندپرواز تامس وولسی در درام دو قسمتی شبکهٔ آی‌تی‌وی به نام «هنری هشتم» در کنار ری وینستون (در نقش هنری هشتم) و هلنا بونهام کارتر (در نقش آن بولین) ظاهر شد. در ماه مه ۲۰۰۶، او نقش سرمایه‌دار رسانه‌ای کشته‌شده، رابرت مکسول را در سریال تلویزیونیِ شبکهٔ بی‌بی‌سی دو تحت عنوان مَـکسوِل ایفا کرد که ۱۸ ماه آخر زندگی رابرت مکسول را به‌تصویر می‌کشید. در همان سال، وی صداپیشگی شخصیت پوآرو را در بازی ماجراجویی ویدئویی آگاتا کریستی: قتل در قطار سریع‌السیر شرق به عهده گرفت.
در کریسمس ۲۰۰۶، سوشی نقش شکارچیِ خون‌آشام، آبراهام ون هلسینگ را در اقتباس تلویزیونی شبکهٔ بی‌بی‌سی از رمان دراکولا اثر برام استوکر اجرا کرد. او همچنین در نقش معاون نخست‌وزیر انگلستان در فیلمی با ژانر فاجعه تحت عنوان سیل بازی کرد که در اوت ۲۰۰۷ منتشر شد و ماجرای سیل فاجعه‌بار لندن را به تصویر می‌کشید. دیوید سوشی در ۶ فوریه ۲۰۰۸ در برنامه گفتگوی روزانه تلویزیونی زنان رها ظاهر شد تا دربارهٔ نقشش «لو ووگل» در فیلم دزدی بانک صحبت کند که در کنار جیسون استاتهام و سافرون باروز بازی کرده بود. در سال ۲۰۰۸، او در مجموعه مستند تبارشناسی فکر می‌کنی کی هستی؟ حضور یافت و حقایقی را در مورد تاریخچه خانوادگی خود کشف کرد.
دیوید در سال ۲۰۰۹ در فیلم تلویزیونی شبکهٔ سی‌بی‌سی تله‌ویژن با نام منحرف‌شده از مسیر بازی کرد. او ایفاگر شخصیت منفی اصلی در سریال به سیم آخر زدن تری پرچت بود که اقتباس تلویزیونی شبکهٔ اسکای تی‌وی از یکی از رمان‌های تری پرچت به همین نام است. دیوید در تله‌فیلم «کار خدا» نیز در نقش بنیامین سیسکو حضور یافت. در سال ۱۹۸۷، وی در فیلم هری و خانواده هندرسون در نقش یک شکارچی پاگنده بازی کرد. سوشی در دو فیلم مایکل داگلاس به نام‌های قتلی بی‌نقص و بستگان سببی نیز بازی کرد. در سال ۱۹۹۷، او در فیلم مستقل «یکشنبه» ایفای نقش نمود. در نوامبر ۲۰۱۱، سوشی و شبکهٔ آی‌تی‌وی اعلام کردند که وی بازی در نقش پوآرو را در مجموعه رمان‌های پوآرو، با ایفای نقش در فصل سیزدهم و آخر پوآرو پایان می‌دهد. قسمت آخر سریال تحت عنوانِ «پرده» در ۱۳ نوامبر ۲۰۱۳ ازشبکهٔ آی‌تی‌وی پخش شد. در طول زمان فیلم‌برداری قسمت آخر، دیوید سوشی ناراحتی و غم خود را در وداع با شخصیتی که عاشقش بود، چنین ابراز داشت:

از دست دادن او اکنون، پس از مدتی طولانی، مانند از دست دادن عزیزترین دوست بود، حتی با اینکه من فقط یک هنرپیشه بودم که آن نقش را بازی می‌کردم. [...] مرگ هرکول پوآرو برای من، پایان یک سفر طولانی خلاقانه بود که احساسات مرا بیش از پیش برانگیخت، چرا که تلاش من تنها آن بود که پوآروی واقعیِ آگاتا کریستی را به تصویر بکشم، مردی که برای نخستین بار در ماجرای اسرارآمیز در استایلز در ۱۹۲۰ خلق شد و مرگ وی بیش از نیم قرن بعد، در ۱۹۷۵ در رمان پرده رقم خورد. او برای من همانقدر واقعی بود که برای آگاتا کریستی بود: یک کارآگاه بزرگ، یک مرد برجسته، شاید البته بعضاً کمی آزاردهنده [...] همان‌طور که برای آخرین بار به دوربین نگاه می‌کردم آخرین سخنان پوآرو را خطاب به آرتور هستینگز در روز جمعه به یاد می‌آورم.
به آرامی گفتم: «دوست عزیز»، در حالی که هستینگز داشت پوآرو را تنها می‌گذاشت تا کمی استراحت کند.
این عبارت برای من بی‌نهایت معنا داشت، به همین دلیل هم پس از بستن در پشت سرش، آن را دوباره تکرار کردم. اما دومین «دوست عزیز» من در آن صحنه برای شخص دیگری غیر از هستینگز بود. برای دوست بسیار عزیزم «پوآرو» بود. من هم داشتم از او خداحافظی می‌کردم و این وداع را با تمام وجود احساس کردم.

سوشی در نقش هرکول پوآرو در تمامی رمان‌ها و داستان‌های آگاتا کریستی که این شخصیت در آنها وجود داشت، بازی کرد.
مابین سال‌های ۲۰۱۴ تا ۲۰۱۵، سوشی راوی دو برنامهٔ مستند شبکهٔ بی‌بی‌سی بود و سیاحتی حماسی را در امتداد دریای مدیترانه انجام داد که از زندگی و سفرهای پطرُسِ حواری و پولس رسول الهام گرفته شده بود.
در سال ۲۰۱۶، سوشی راوی یک نمایش زندهٔ بی‌بی‌سی بود، تحت عنوان «پیتر پن دچار مشکل می‌شود» که در آن، تنها فرد حرفه‌ای در میان هنرمندان محسوب می‌شد. در مقطعی در حین پخش برنامه، یکی از بازیگران دچار برق‌گرفتگی می‌شود و از سوشی می‌خواهند تا حواس تماشاگران را پرت کند. او هم سبیل «کاپیتان هوک» را گرفته و شروع به ایفای نفش پوآرو می‌کند و حتی متن مربوط به خود را، با لهجهٔ بلژیکی پوآرو می‌گوید. این کار باعث شد تا کارگردان (که خود نقش کاپیتان هوک را بازی می‌کرد) مداخله کند و سبیل را پس گرفته و سوشی را از این وظیفه فرعی خلاص کند.
در سال ۲۰۱۷، سوشی در نقش «دکتر فیگن» در اقتباس تلویزیونی بی‌بی‌سی از رمان «زوال و سقوط» اِوِلین وو هنرنمایی کرد و بازیگر میهمان در نقش «صاحبخانه» در یکی از قسمت‌های فصل دهم دکتر هو به نام «تق، تق» بود.

### رادیو
نخستین اجرای رادیویی دیوید، خواندن یک «قصهٔ صبحگاهی» برای تهیه‌کنندهٔ برنامهٔ «گفتگوهای پبل میلز»، دیوید شوت بود. این دو یکدیگر را در یک مهمانی سالیانه شهرداری استراتفورد ملاقات کرده بودند که برای خوش‌آمدگویی به هنرمندان رویال شکسپیر کامپنی و آغاز فصل جدیدی از فعالیت‌شان ترتیب داده شده بود. سوشی همچنین صداپیشگی شخصیت اصلان را در اقتباس رادیویی «تمرکز بر خانواده» (یک سازمان بنیادگرای مسیحی) از رمان سرگذشت نارنیا اثر سی. اس. لوئیس بر عهده داشت. او همچنین صداپیشهٔ شخصیت «جولیوس نو» در اقتباس رادیویی دکتر نو در شبکهٔ بی‌بی‌سی ۴ بود. دیوید در یک برنامهٔ مستندگونهٔ رادیویی بی‌بی‌سی ۳، نقش هنریک ایبسن را در کنار مارتین شا (در نقش آوگوست استریندبری) ایفا نمود که دربارهٔ ملاقات این دو نویسندهَ بزرگ بود.

## کانال تراست و اتحادیهٔ تیمز ریور
دیوید سوشی قائم‌مقام تراست کانال‌های آبی لیچفیلد و هیثرتون است که بزرگترین موفقیت‌شان تا به امروز، تأمین بودجه برای ساخت یک مسیر جدید برای آزادراه ام۶ تول در آن بخش‌هایی می‌شود که کانال‌های آبی لیچفیلد و هیثرتون را قطع می‌کند و تراست یادشده، امیدوار است تا این کانال‌های آبی با اینکار، بازگشایی و قابل عبور و مرور شوند. سوشی همچنین در نوامبر ۲۰۰۵ به‌عنوان رئیس هیئت مدیره «اتحادیهٔ تیمز ریور» انتخاب شد. در اجلاس عمومی سالیانه این اتحادیه در ژوئیه ۲۰۰۶ سوشی پذیرفت یک سال دیگر نیز در این سِـمَـت باقی بماند. وی از حامیان «پروژه قایق‌های رودخانه تیمز» است.

## جوایز، افتخارها و مقام‌های شغلی
نخستین جایزهٔ مهم سوشی، جایزهٔ «انجمن سلطنتی تلویزیون» بابت بهترین بازیگر نقش اول مرد در «ترانه‌ای برای اروپا» در سال ۱۹۸۵ بود. او بابت هنرنمایی در نقش هرکول پوآرو در مجموعهٔ تلویزیونی پوآرو در سال ۱۹۹۱ نامزد دریافت جایزهٔ بفتای تلویزیونی شد. وی برای ایفای این نقش، تمامی رمان‌ها و داستان‌های آگاتا کریستی دربارهٔ این شخصیت را خوانده بود و پروندهٔ مبسوطی دربارهٔ او درست کرده بود. دیوید همچنین در سال ۱۹۹۴ میلادی، بابت هنرنمایی در نمایشنامهٔ اولئانا اثر دیوید مَمِت در سالن نمایش رویال کورت لندن، برندهٔ جایزهٔ ورایتی کلاب برای بهترین بازیگر مرد شد. او بعدها یک جایزهٔ ورایتی کلاب دیگر (به‌علاوهٔ نامزدی جایزه تونی در سال ۲۰۰۰ بابت بهترین بازیگر نقش اصلی در یک نمایشنامه) برای ایفای نقش آنتونیو سالییری در آمادئوس دریافت داشت.
دیوید سوشی یک بار دیگر در سال ۲۰۰۲، نامزد دریافت جایزهٔ بفتای تلویزیونی، بابت بازی در نقش آگوستوس ملموت در سریال راه و رسم زندگی ما شد. در همان سال، وی افسرِ والا مقامِ امپراتوری بریتانیا شد. در ۱۰ اکتبر ۲۰۰۸، سوشی بابت مشارکت‌های هنری‌اش، از دانشگاه چیچستر مدرک افتخاری دریافت نمود. این مدرک را معاون آموزشی «چیچستر فستیوال تیئتر» اهدا نمود. در نوامبر ۲۰۰۸ در نیویورک، سوشی بابت ایفای نقش سرمایه‌دار رسانه‌ای معروف، رابرت مکسول در سریال تلویزیونی مَـکسوِل برندهٔ «جایزهٔ بین‌المللی امی برای بهترین بازیگر مرد» شد.
در ۷ ژانویهٔ ۲۰۰۹، وی به مقام افتخاری «فریدام آو سیتی» شهر لندن رسید که در گیلدهال به او اهدا شد. در ۱۳ ژوئیه ۲۰۱۰، دیوید سوشی در کلیسای جامع کنتربری، یک مدرک افتخاری از دانشگاه کنت دریافت کرد. او در سال ۲۰۱۱ بابت «خدمت به تئاتر»، لقب فرماندهٔ والا مقام امپراتوری بریتانیا گرفت. در ۱۸ مارس ۲۰۱۴، انجمن سلطنتی تلویزیون جایزهٔ یک عمر دستاورد را باب هنرنمایی بی‌نظیرش در سریال پوآرو به وی اهدا کرد.
وی همچنین در فهرست افتخاری جشن تولد ملکه در سال ۲۰۲۰، بابت مشارکت‌هایش در تئاتر و خیریه، لقب شوالیه گرفت.

## زندگی شخصی

### خانواده
در سال ۱۹۷۲، سوشی برای نخستین بار با همسرش شیلا فِـریس در سالن نمایش بلگرید در کاونتری آشنا شد. هر دو در آن مکان، کار می‌کردند و سوشی می‌گوید در نگاه اول عاشق او شد و مدتی طول کشید تا بتواند وی را متقاعد کند با او به رستوران بروند. این دو در ۳۰ ژوئن ۱۹۷۶ ازدواج کردند و حاصل ازدواجشان یک پسر به نام رابرت (زادهٔ ۱۹۸۱ و سروان پیشین نیروی دریایی سلطنتی) و یک دختر به نام کاترین (زادهٔ ۱۹۸۳، فیزیوتراپیست) است.
دیوید برادر جان سوشی گویندهٔ اخبار در فایو نیوز و مجری برنامهٔ برکفست شو در شبکهٔ کلاسیک اف‌ام (ژانویهٔ ۲۰۱۱) است. وی همچنین عموی ریچارد سوشی است که پسرِ برادرِ کوچکترش، «پیتر سوشی» و یک گویندهٔ تلویزیون است.
پدربزرگ مادری دیوید، جیمز جارشی عکاس مشهور خیابان فلیت بود که نخستین عکس‌ها را از ادوارد هشتم، والیس سیمپسون، لویی بلریو و وقایع مربوط به محاصره خیابان سیدنی گرفت. دیوید نخستین بار هنگامی به عکاسی علاقمند شد که پدربزرگش یک دوربین تک‌لنزی غیربازتابی ۳۵ میلیمتری لایکا ام۳ به او هدیه داد. خانوادهٔ جارشی در آغاز «ژارچی» نامیده می‌شدند و از تبار یهودیان روسیه بودند.
پدربزرگ پدری دیوید، «ایزیدور شوهِـت» از تبار یهودیان لیتوانی بود که در شهر کرتینگا واقع در قلمروی اسکان در امپراتوری روسیه زندگی می‌کرد که تا سال ۱۷۹۱ بخشی از سرزمین مشترک‌المنافع لهستان–لیتوانی بود و اینک در خاک لیتوانی واقع شده‌است. در زبان ییدیش، «شوهِـت» به معنای قصاب کوشر و برگرفته از واژهٔ عبری «شوخِـت» است. پدربزرگش به‌منظور فرار از آزار و اذیت‌های یهودیان در امپراتوری روسیه، ۱۶ مایل (۲۶ کیلومتر) آن طرف‌تر، به کلایپدا در امپراتوری آلمان نقلِ مکان کرد و نام‌خانوادگی‌اش را به واژهٔ اسلاوی-آلمانی «سوخه‌دوویتس» تغییر دارد که اجزای آن شبیه واژه‌های لهستانی، ییدیش و آلمانی است. بعدها پدرش این نام‌خانوادگی را در پس از رفتن به کیپ‌تاون یه سوشِـی تغییر داد.
جد مادربزرگِ مادری دیوید، جرج جزارد دریانورد کارکُشته و فرماندهٔ کشتی بود. وی ناخدا و سروانِ تیپ دریایی «هانا» بود که در ۱۴ کیلومتری ساحل سافک و در جریان توفان سهمگین ۲۸ مه ۱۸۶۰ منهدم شد که طی آن، ۱۰۰ قایق و کشتی و بیش از ۴۰ نفر مفقود شده یا از بین رفتند. در آن فاجعه جرج جزارد و ۶ تن از خدمهٔ کشتی است توسط امدادگران محلی و دقیقاً پیش از غرق شدن کامل کشتی‌شان نجات یافتند.

### عقاید مذهبی
دیوید بدون دین و مذهب خاصی بزرگ شد، اما در سال ۱۹۸۶ پس از خواندن «رومیان ۸» (فصل هشتم از نامه به رومیان در عهد جدید در کتاب مقدس) در اتاق هتلش، تغییر مذهب داد و اندکی بعد، در کلیسای انگلستان تعمید یافت. او در گفتگویی با مجله استرند گفت: «من یک مسیحی معتقد هستم و دوست دارم فکر کنم که این اعتقاد در بسیاری از مراحل زندگی، مرا پیش می‌برد. من به اصول مسیحیت و در واقع به اصول بیشتر ادیان الهی اعتقاد دارم - که شخص باید به‌خاطر یک خیر بالاتر و مهم‌تر، از خود بگذرد.» در سال ۲۰۱۲، دیوید سوشی یک مستند تلویزیونی از قهرمان شخصی و محبوبش پولس رسول برای تلویزیون بی‌بی‌سی ساخت تا با ترسیم سفرهای بشارت‌دهنده‌اش در اطراف دریای مدیترانه، دریابد که او چگونه انسانی بود. دیوید دو سال بعد یک مستند دیگر دربارهٔ پطرُسِ قدیس ساخت.
در ۲۲ نوامبر، ۲۰۱۲ میلادی، انجمن انجیل بریتانیایی و خارجی اعلام کرد دیوید سوشی و پائولا گودر، نایب‌رئیس‌های جدید این انجمن هستند. آنها به جمع چند نایب‌رئیس پیشین پیوستند: جان سنتامو (اسقف اعظم یورک)، وینسنت نیکولز (اسقف اعظم وست‌مینستر)، بَری مورگان (اسقف اعظم ولز)، دیوید اف. فورد (استاد الهیات در دانشگاه کمبریج)، جوئل اِدواردز (رئیس هیئت مدیره میکا چلنج) و لُرد دیوید آلتون (سیستمداری از لیورپول). وی پس از خداحافظی از نقش هرکول پوآرو، به رویای ۲۷ ساله‌اش دربارهٔ ساخت یک کتاب صوتی از نسخهٔ جدید بین‌المللی انجیل جامعه عمل پوشاند و آن را در ۲۴ آوریل ۲۰۱۴ منتشر کرد.

### دیدگاه‌های سیاسی
در اوت ۲۰۱۴، سوشی یکی از ۲۰۰ چهرهٔ معروفی بود که در نامه‌ای به گاردین، ابراز امیدواری کرد که ساکنان اسکاتلند در همه‌پرسی استقلال اسکاتلند، رأی به ماندن آن کشور به عنوان بخشی از بریتانیا بدهند.

## گزیدهٔ نقش‌آفرینی‌ها

### سینما
| سال  | عنوان                                 | نقش                         | توضیحات                   |
| ---- | ------------------------------------- | --------------------------- | ------------------------- |
| ۱۹۷۱ | رام کردن زن سرکش: پیش‌درآمد            |                             |                           |
| ۱۹۷۱ | هنری چهارم، بخش دوم: مقدمه            |                             |                           |
| ۱۹۸۰ | شیله در زندان                         | گوستاو کلیمت                |                           |
| ۱۹۸۲ | مبلغ مذهبی                            | کوربه                       |                           |
| ۱۹۸۳ | بارانی                                | بازپرس استاگنوس             |                           |
| ۱۹۸۴ | گری‌ستوک: افسانه تارزان، ارباب گوریل‌ها | بولر                        |                           |
| ۱۹۸۴ | دخترک درامر                           | مستربین                     |                           |
| ۱۹۸۵ | شاهین و آدم‌برفی                       | اَلکس                        |                           |
| ۱۹۸۶ | عقاب آهنی                             | سرهنگ آکیر ناکِـش، وزیر دفاع |                           |
| ۱۹۸۷ | هری و خانواده هندرسون                 | ژاک لافلور                  |                           |
| ۱۹۸۸ | یک دنیا فاصله                         | مولر                        |                           |
| ۱۹۸۸ | کشتن یک کشیش                          | کشیش                        |                           |
| ۱۹۸۹ | وقتی وال‌ها آمدند                      | ویل                         |                           |
| ۱۹۹۳ | پروندهٔ لوکونا                         | رودی والتس                  |                           |
| ۱۹۹۶ | تصمیم اداری                           | ناجی حسن                    |                           |
| ۱۹۹۷ | یکشنبه                                | اُلیور / متیو دِلاکورتا       |                           |
| ۱۹۹۸ | قتلی بی‌نقص                            | محمد کارامن                 |                           |
| ۱۹۹۹ | فرمانده پرواز                         | سروان جیسون سانسکی          |                           |
| ۲۰۰۰ | خرابکاری!                             | ناپلئون                     |                           |
| ۲۰۰۲ | پینوکیو                               | پدر ژپتو / قاضی             | صداپیشگی برای کارلو جوفره |
| ۲۰۰۳ | بستگان سببی                           | ژان پی‌یر تیبودو             |                           |
| ۲۰۰۳ | فول‌پروف                               | لیو ژیلت                    |                           |
| ۲۰۰۴ | ادیسه فضایی                           | راوی                        | فیلم تلویزیونی            |
| ۲۰۰۶ | برآب‌رفته                              | پدر ریتا                    | صداپیشگی                  |
| ۲۰۰۶ | آرتور و نامرئی‌ها                      | راوی                        | نسخهٔ انگلیسی، صداپیشه     |
| ۲۰۰۷ | سیل                                   | کمبل، معاون نخست‌وزیر        |                           |
| ۲۰۰۸ | دزدی بانک                             | لو ووگل                     |                           |
| ۲۰۰۹ | کار خدا                               | دکتر بنیامین سیسکو          |                           |
| ۲۰۱۱ | همهٔ پسران من                          | جو کِـلِـر                    |                           |
| ۲۰۱۴ | افی گری                               | آقای راسکین                 |                           |
| ۲۰۱۴ | سفر دراز روز در شب                    | جیمز تایرون                 |                           |
| ۲۰۱۵ | اهمیت جدی بودن                        | لیدی براکنل                 |                           |
| ۲۰۱۶ | شبه افسانه: داستان شوالیه اسکار       | در نقش خودش                 |                           |
| ۲۰۱۷ | آدم‌کش آمریکایی                        | مدیر استنسفیلد              |                           |
| ۲۰۱۸ | شام با ادوارد                         | ادوارد                      |                           |

### تلویزیون
| سال          | عنوان                                                    | نقش                                | توضیحات                                         |
| ------------ | -------------------------------------------------------- | ---------------------------------- | ----------------------------------------------- |
| ۱۹۷۳         | محافظان                                                  | لیو                                | قسمت: "بودجه نبرد"                              |
| ۱۹۷۸         | حرفه‌ای‌های سی‌آی‌فایو                                       | کریواس                             | قسمت: "جایی که جنگل به پایان می‌رسد "            |
| ۱۹۸۰         | داستان دو شهر                                            | جان بارساد                         | تله‌فیلم                                         |
| ۱۹۸۰         | اوپنهایمر                                                | ادوارد تلر                         | ۶ قسمت                                          |
| ۱۹۸۱         | نمایش امروز                                              | رگر                                | قسمت: "دلیل"                                    |
| ۱۹۸۲         | گوژپشت نتردام                                            | کلاپین ترولیفو                     | تله‌فیلم                                         |
| ۱۹۸۳         | روز آخر                                                  | هاوارد                             | تله‌فیلم                                         |
| ۱۹۸۳         | سلطان سرخ                                                | بریا                               | تله‌فیلم                                         |
| ۱۹۸۳         | نرمال بودن                                               | بیل                                | تله‌فیلم                                         |
| ۱۹۸۳         | رایلی، تک‌خال جاسوس‌ها                                     | سربازرس سینسن                      | قسمت: "مقدمهٔ نبرد"                              |
| ۱۹۸۴         | استاد بازی                                               | آندره دوسو                         | ۳ قسمت                                          |
| ۱۹۸۴         | فروید                                                    | زیگموند فروید                      | ۶ قسمت                                          |
| ۱۹۸۴         | آکسبریج بلوز                                             | کالین                              | ۲ قسمت                                          |
| ۱۹۸۵         | گولاگ                                                    | مات‌وی                              | تله‌فیلم                                         |
| ۱۹۸۵         | بلات در چشم‌انداز                                         | بلات                               | ۶ قسمت                                          |
| ۱۹۸۵         | یک جنایت ناموسی                                          | استیو دایر                         | تله‌فیلم                                         |
| ۱۹۸۵         | سیزده در شام                                             | بازرس جپ                           | تله‌فیلم                                         |
| ۱۹۸۵         | موسولینی: داستان ناگفته                                  | دینو گراندی                        | ۲ قسمت                                          |
| ۱۹۸۶         | مورو                                                     | ویلیام ال. شیرر                    | تله‌فیلم                                         |
| ۱۹۸۶         | کینگ و کسل                                               | دیواس                              | قسمت: "شرکا"                                    |
| ۱۹۸۷         | آخرین مرد بی‌گناه                                         | جاناتان گالت                       | تله‌فیلم                                         |
| ۱۹۸۸         | داستان‌های باورنکردنی                                     | ایو دروآر                          | قسمت: "زمانی برای مُردن"                         |
| ۱۹۸۸         | یک بار در طول زندگی                                      | هرمان گلوگاور                      | تله‌فیلم                                         |
| ۱۹۸۹         | مسئله جنجال‌برانگیز                                       | تی. جی اوکانر                      | تله‌فیلم                                         |
| ۱۹۸۹ تا ۲۰۱۳ | پوآروی آگاتا کریستی                                      | هرکول پوآرو                        | ۱۳ فصل؛ ۷۰ قسمت                                 |
| ۱۹۹۰         | نمایش شبکه یک                                            | جو                                 | قسمت: "تلفن را قطع نکن"                         |
| ۱۹۹۰         | شب نمایش                                                 | ویلیام شکسپیر                      | قسمت: "صحنه‌هایی از پول و مرگ "                  |
| ۱۹۹۲         | داستان علمی-تخیلی                                        | راجر آلتونیان                      | قسمت: "شرلوک هلمز و پرونده حلقه گمشده"          |
| ۱۹۹۲         | مأمور مخفی                                               | آلفرد ورلاک                        | ۳ قسمت                                          |
| ۱۹۹۵         | موسی                                                     | آرون                               | تله‌فیلم                                         |
| ۱۹۹۶         | قطار بی‌رحم                                               | روبن رابرتس                        | تله‌فیلم                                         |
| ۱۹۹۶         | پرده دو                                                  | ولاچس                              | قسمت: "سفر مرگبار"                              |
| ۱۹۹۷         | سلیمان                                                   | جوب                                | تله‌فیلم                                         |
| ۱۹۹۷         | ققنوس و قالیچه                                           | ققنوس                              | ۶ قسمت                                          |
| ۱۹۹۸         | الاکلنگ                                                  | موریس پرایس                        | ۳ قسمت                                          |
| ۱۹۹۹         | آرکی‌او ۲۸۱                                               | لوسی بی مایر                       | تله‌فیلم                                         |
| ۲۰۰۱ تا ۲۰۰۲ | ان‌سی‌اس: تعقیب                                            | سربازرس جان بورن                   | قسمت اول آزمایشی و باقی سریال تلویزیونی: ۸ قسمت |
| ۲۰۰۱         | قتل در ذهن                                               | ادوارد پالمر                       | قسمت: "معلم"                                    |
| ۲۰۰۱         | ویکتوریا و آلبرت                                         | بارون کریستیان فردریش فون استوکمار | تله‌فیلم                                         |
| ۲۰۰۱         | راه و رسم زندگی ما                                       | آگوستوس ملموت                      | ۴ قسمت                                          |
| ۲۰۰۲         | کارمن را خبر کنید: دادگاه‌های جرج کارمن، مشاور حقوقی ملکه | جرج کارمن                          | تله‌فیلم                                         |
| ۲۰۰۲         | زنده از بغداد                                            | ناجی الحدیثی                       | تله‌فیلم                                         |
| ۲۰۰۳         | هنری هشتم                                                | اسقف اعظم تامس وولسی               | تله‌فیلم                                         |
| ۲۰۰۴         | خرسی به نام وینی                                         | ژنرال هالهولند                     | تله‌فیلم                                         |
| ۲۰۰۶         | دراکولا                                                  | آبراهام ون هلسینگ                  | تله‌فیلم                                         |
| ۲۰۰۷         | مَـکسوِل                                                   | رابرت مکسول                        | تله‌فیلم                                         |
| ۲۰۰۷         | سیل                                                      | کمبل، معاون نخست‌وزیر               | ۲ قسمت                                          |
| ۲۰۰۹         | منحرف‌شده از مسیر                                         | ساموئل استرن                       | تله‌فیلم                                         |
| ۲۰۱۰         | به سیم آخر زدن تری پرچت                                  | ریچر گیلت                          | ۲ قسمت                                          |
| ۲۰۱۱         | پنهان                                                    | سِـر نایجل فاوتین                   | ۳ قسمت                                          |
| ۲۰۱۱         | آرزوهای بزرگ                                             | جَـگرز                              | ۳ قسمت                                          |
| ۲۰۱۲         | تاج توخالی                                               | ادموند، نخستین دوک یورک            | قسمت: ریچارد دوم                                |
| ۲۰۱۴         | پا در مسیر پولس رسول                                     | راوی                               | مستند ۲ قسمتی شبکهٔ بی‌بی‌سی                       |
| ۲۰۱۵         | پا در مسیر پطرس                                          | راوی                               | مستند ۲ قسمتی شبکهٔ بی‌بی‌سی                       |
| ۲۰۱۶         | پیتر پن دچار مشکل می‌شود                                  | راوی                               | تله‌فیلم                                         |
| ۲۰۱۷         | زوال و سقوط                                              | دکتر فیگان                         | ۳ قسمت                                          |
| ۲۰۱۷         | دکتر هو                                                  | صاحبخانه                           | قسمت: "تق تق"                                   |
| ۲۰۱۷         | سروان مارلو                                              | هربرت وایت                         | قسمت: سان و لومیر"                              |
| ۲۰۱۸         | افسانه‌های واهی                                           | سالوادور دالی                      | قسمت: "دالی و کوپر"                             |
| ۲۰۱۸         | نشریات                                                   | جرج اِمرسون                         | ۳ قسمت                                          |
| ۲۰۲۲ - ۲۰۱۹  | نیروی اهریمنی‌اش                                          | کایسا (صداپیشه)                    | ۷ قسمت                                          |

### تئاتر
| سال  | عنوان                            | نقش                             | توضیحات |
| ---- | -------------------------------- | ------------------------------- | ------- |
| ۱۹۷۳ | رومئو و ژولیت                    | تیبالت                          |         |
| ۱۹۷۳ | ریچارد دوم                       | پیام‌رسان                        |         |
| ۱۹۷۳ | هر طور شما دوست دارید            | اورلاندو                        |         |
| ۱۹۷۳ | رام کردن زن سرکش                 | یک بازیگر                       |         |
| ۱۹۷۳ | آقای وزغ ساکن تود هال            | موش کور                         |         |
| ۱۹۷۴ | کینگ جان                         | هوبرت                           |         |
| ۱۹۷۴ | سیمبلین                          | پیسانیو                         |         |
| ۱۹۷۴ | شاه لیر                          | دلقک                            |         |
| ۱۹۷۴ | ییلاق‌نشینان                      | نیکلای زامیسلوف                 |         |
| ۱۹۷۴ | رفیق‌ها                           | ویلمر                           |         |
| ۱۹۷۵ | درد بیهوده عشق                   | فردیناند: پادشاه ناواره         |         |
| ۱۹۷۸ | طوفان                            | کالیبان                         |         |
| ۱۹۷۸ | رام کردن زن سرکش                 | گرومیو                          |         |
| ۱۹۷۸ | درد بیهوده عشق                   | سِـر ناتانائیل                   |         |
| ۱۹۷۸ | آنتونیوس و کلئوپاترا             | پومپی                           |         |
| ۱۹۷۸ | حکایت زمستان                     | رابرت سیسیل                     |         |
| ۱۹۷۹ | آنکه نقش پادشاه را ایفا می‌کند    | گلوکستر، هنری پنجم، مک‌بث، آسریک |         |
| ۱۹۷۹ | یک بار در زندگی                  | هرمان گلوگاور                   |         |
| ۱۹۷۹ | قیاس برای قیاس                   | آنجلو                           |         |
| ۱۹۸۰ | ریچارد دوم                       | هنری بولینگبروک                 |         |
| ۱۹۸۰ | ریچارد سوم                       | ادوارد چهارم                    |         |
| ۱۹۸۱ | تاجر ونیزی                       | شایلاک                          |         |
| ۱۹۸۱ | ترویلوس و کرسیدا                 | آشیل                            |         |
| ۱۹۸۱ | سوان داون گلاوز                  | مزدا                            |         |
| ۱۹۸۲ | هر پسر خوب سزاوار لطف و توجه است | ایوانوف                         |         |
| ۱۹۸۵ | اتلو                             | ایاگو                           |         |
| ۱۹۸۷ | جدایی                            | جو گرین                         |         |
| ۱۹۹۳ | اولئانا                          | جان                             |         |
| ۱۹۹۴ | چه اجرایی                        | سید فیلد                        |         |
| ۱۹۹۶ | چه کسی از ویرجینیا وولف می‌ترسد؟  | جرج                             |         |
| ۱۹۹۹ | آمادئوس                          | آنتونیو سالییری                 |         |
| ۲۰۰۷ | آخرین اعتراف                     | پاپ ژان پل یکم                  |         |
| ۲۰۰۹ | مختصر                            | راجر کوان                       |         |
| ۲۰۱۰ | همهٔ پسران من                     | جو کِـلر                         |         |
| ۲۰۱۲ | سفر دراز روز در شب               | جیمز تایرون                     |         |
| ۲۰۱۴ | آخرین اعتراف                     | پاپ ژان پل یکم                  |         |
| ۲۰۱۵ | اهمیت جدی بودن                   | لیدی برکنل                      |         |
| ۲۰۱۸ | قیمت                             | گرگوری سولومون                  |         |
| ۲۰۱۹ | کلکسیون                          | هَری                             |         |
| ۲۰۱۹ | قیمت                             | گرگوری سولومون                  |         |
| ۲۰۲۲ | میما                             | آلفردو فراساتی                  |         |

### بازی‌های ویدئویی
- آگاتا کریستی: قتل در قطار سریع‌السیر شرق (۲۰۰۶)

## گفتگوها و مستندهای تلویزیونی

### پوآرو و آگاتا کریستی
- مستند پوآرو بودن[۸۸] (پوآرو از نزدیک) از بی‌بی‌سی (۲۰۱۴)
- گفتگو با دیوید سوشی دربارهٔ بازی در نقش هرکول پوآرو – پرسش و پاسخ‌هایی دربارهٔ حماقت مرد مرده – انستیتوی فیلم بریتانیا[۸۹]
- صحنهٔ آخر پوآروی دیوید سوشی، سخت‌ترین در حرفهٔ من – بی‌بی‌سی ۲۰۱۳[۹۰]
- گفتگو با دیوید سوشی دربارهٔ مرگ پوآرو در برنامهٔ زنان رها، ۲۰۱۵ آی‌تی‌وی[۹۱]
- خداحافظ هرکول پوآرو - بی‌بی‌سی نیوز[۹۲]
- پوآروی دیوید سوشی، آی‌تی‌وی[۹۳]
- گفتگوی استودیو ۱۰ (استرالیا) با دیوید سوشی - دیوید سوشی یا همان هرکول پوآروی آگاتا کریستی با لحن و کلام آرام خوب به استودیو ۱۰ سر زد.[۹۴]
- پریمیر تی‌وی: دیوید سوشی دربارهٔ پوآرو صحبت می‌کند.[۹۵]
- گپ خودمانی هالی و فیل با دیوید سوشی، بی‌بی‌سی - ۱۳ نوامبر ۲۰۱۳[۹۶]
- امروز، امشب - گفتگو با دیوید سوشی در شبکهٔ ۷، پرث ۲۰۱۴[۹۷]
- مصاحبهٔ کلایو آندرسون با دیوید سوشی، بی‌بی‌سی، ووگان، دههٔ ۱۹۹۰[۹۸]
- اسرار آگاتا کریستی - برنامهٔ دیدگاه‌های آی‌تی‌وی، ۲۰۱۳[۹۹]
- مستند بی‌بی‌سی دربارهٔ آگاتا کریستی[۱۰۰]
- آیین آگاتا کریستی، آی‌تی‌وی ۲۰۰۵[۱۰۱]

### مستندهای بی‌بی‌سی
- دیوید سوشی دربارهٔ اورینت اکسپرس (۲۰۱۰)[۱۰۲]
- دیوید سوشی: پا در مسیر پولس رسول (۲۰۱۲)[۱۰۳]
- دیوید سوشی: پا در مسیر پطرس (۲۰۱۵)[۱۰۴]

### مصاحبه‌های دیگر
- وان شو: دیوید سوشِی - گفتگو با بی‌بی‌سی (۳۰ آوریل ۲۰۱۵)[۱۰۵]
- سفر دراز روز در شب: گفتگو با دیوید سوشِی دربارهٔ بازیگری، سینمای دیجیتال و موارد دیگر (۲۰۱۳)[۱۰۶]
- قواعد، شخصیت‌ها، هم‌دلی: گفتگو با دیوید سوشِی دربارهٔ بازیگری (۲۰۱۲)[۱۰۷]
- سوشِی، نشانِ فرمانده والا مقام امپراتوری بریتانیا دریافت می‌دارد، بی‌بی‌سی (۲۰۱۱)[۱۰۸]
- دیوید سوشی، بازیگر - ادای احترامی به مناسبت زادروز (۲۰۱۱)[۱۰۹]
- برندهٔ جایزهٔ اِمی بین‌المللی: دیوید سوشِی - بی‌بی‌سی (۲۰۰۹)[۱۱۰]
- دیوید سِوشی: فکر می‌کنی کی هستی؟ - بی‌بی‌سی (۲۰۰۹)[۱۱۱]
- گفتگوی دیوید سوشی در جشنوارهٔ کن، (مه ۱۹۹۷)[۱۱۲]

## برای مطالعهٔ بیشتر
- Suchet, David and Wansell, Geoffrey. Poirot and Me. Headline Book Publishing, 7 November 2013 (UK), 1 October 2014 (US). شابک ‎۰−۷۵−۵۳۶۴۲۲−۸ شابک ‎۹۷۸−۰−۷۵۵−۳۶۴۲۲−۰

## واژه‌نامه
1. ↑  Joan Patricia
2. ↑  Izidor Suchedowitz
3. ↑  Schohet
4. ↑  shochet or shokhét
5. ↑  Grenham House
6. ↑  Wellington School
7. ↑  Royal Court Theatre
8. ↑  Comedy Theatre
9. ↑  Chichester Festival Theatre
10. ↑  Lady Bracknell
11. ↑  Poirot and Me
12. ↑  Yves Drouard
13. ↑  Get Carman: The Trials of George Carman QC
14. ↑  Lew Vogel
15. ↑  Cher ami
16. ↑  Dr Fagan
17. ↑  Decline and Fall
18. ↑  Knock Knock
19. ↑  Pebble Mill Talks
20. ↑  Focus on the Family
21. ↑  Julius No
22. ↑  River Thames Alliance
23. ↑  River Thames Boat Project
24. ↑  Variety Club Award
25. ↑  Augustus Melmotte
26. ↑  Chichester Festival Theatre
27. ↑  Sheila Ferris
28. ↑  Belgrade Theatre
29. ↑  Breakfast Show
30. ↑  Jarchy
31. ↑  George Jezzard
32. ↑  Master Mariner
33. ↑  British and Foreign Bible Society
34. ↑  Micah Challenge